# Raymond Molinier
Pour les articles homonymes, voir Molinier.
Raymond Molinier, né le 14 janvier 1904 à Paris et mort le 30 octobre 1994 en Espagne, était l'un des deux leaders du trotskisme en France lors de l'entre-deux-guerres, rival de Pierre Naville, lié aux surréalistes.

## Avant la Première Guerre mondiale
Né au 24 rue Vieille-du-Temple, Raymond Molinier est le fils d'une Auvergnate, couturière à domicile, et d'un père travaillant aux Halles. Cadet d'une famille de cinq enfants, dont Henri Molinier, et atteint de tuberculose, il vivait alors dans un deux-pièces du Sentier . Faisant le coup de feu dès l'adolescence contre les milices patriotiques (il tire son premier coup de feu à 14 ans), il rencontre Trotsky, quai de Jemmapes, en 1915, qui parle avec Alfred Rosmer, Pierre Monatte, Martov et Antonov-Ovseenko .

## L'entre-deux-guerres
Raymond Molinier commence à diffuser Clarté, la revue du PCF de Barbusse, en 1923. Il rencontre sa future épouse, Jeanne Martin des Pallières, aristocrate descendant d'une lignée de généraux d'Empire , qu’il épouse le 1er juin 1922 dans le 16e arrondissement de Paris. Élu par ses amis juifs du Bund à la direction de la section locale du PCF, il quitte le Sentier après son mariage (Jeanne finira par devenir la maîtresse de Lev Sedov, le fils de Trotsky).
Fréquentant Boris Souvarine après le congrès de Tours (1920), il découvre l'Opposition de gauche, menée par Trotsky, en 1924, et est exclu du PCF en même temps que Boris Souvarine, Loriot, Alfred Rosmer et Pierre Monatte. Même sa femme vote pour son exclusion, avant de le rejoindre. L'exclusion ne faisant alors que retirer le droit de vote au sein du parti, Raymond Molinier continue donc à militer aux côtés de celui-ci , donnant des cours d'alphabétisation et de marxisme près de la place Gambetta. Avec sa femme, il fait alors partie du comité de rédaction du Bulletin communiste publié par Boris Souvarine, qui mène l'Opposition de gauche.
Après l'expulsion de Trotsky de l'URSS, en 1929, Raymond Molinier lui rend visite dans l’île de Prinkipo, en Turquie, rencontrant alors Pierre Frank et Jean van Heijenoort. Raymond Molinier participe ensuite à la création de La Vérité, en août 1929, puis, l'année suivante, de la Ligue communiste. Pierre Naville l'écarte cependant rapidement de la direction de la Ligue. En 1934, après les émeutes du 6 février et le tournant « entriste » annoncé par Trotsky qui oppose l'unité à la tactique « classe contre classe » du PCF, Raymond Molinier et Pierre Frank adhèrent en tant que tendance organisée à la SFIO. Le 3 août 1934, Raymond Molinier signe ainsi un texte, dans La Vérité, intitulé « Unité organique ? Oui ! » dans lequel il va jusqu'à envisager la fusion entre la SFIO et le PCF.
Après l'expulsion des trotskystes de la SFIO (1935) et la création du Parti ouvrier internationaliste (POI), représentant officiel du trotskysme, Raymond Molinier et Pierre Frank, exclus du courant trotskyste officiel en décembre 1935 par Naville, créent en mars 1936 le Parti communiste internationaliste (PCI). Ils publient alors La Commune, et sont également exclus de la Quatrième Internationale, publiant début 1939 Correspondance internationale.

## La Seconde Guerre mondiale
Au printemps 1939, Raymond Molinier et Pierre Frank sont en Belgique, bientôt rejoints par Rodolphe Prager (futur historien de la LCR) qui a déserté . Raymond Molinier et Pierre Frank sont les seuls à échapper à l'offensive allemande, partant pour le Royaume-Uni, leurs amis belges étant presque tous arrêtés, de même que Rodolphe Prager, à son retour à Paris. Raymond Molinier tente alors de nouer des contacts avec les trotskistes britanniques, restant isolés des trotskistes français pendant toute la guerre. Avec Pierre Frank, il envoie une lettre à Trotski le 1er juillet 1940 pour se réconcilier: la réponse est positive, mais Trotski est assassiné avant qu'ils ne puissent accepter son offre.
Après l'arrestation de Pierre Frank pour désertion, par la police britannique, Raymond Molinier s'engage, avec des faux papiers, dans les Forces belges libres. L'Intelligence Service l'envoie à Lisbonne via un vol en direction du sud de la France, où il doit attendre les ordres. Il monte alors une couverture avec le cirque des Cairoli, très apprécié en Allemagne: ceux-ci font venir de toute l'Europe occupée des militants, sous couverture d'artistes . Pendant trois mois, Raymond Molinier permet ainsi à de nombreux trotskistes d'échapper aux nazis (dont le fils et la maîtresse de Jean van Heijenoort), puis, ne pouvant prolonger son visa au Portugal, part pour le Brésil, où il demeure pendant toute la guerre.
Il est réintégré en février 1944 dans la Quatrième Internationale, mais demeure au Brésil.